# Kevin Faulk
Kevin Troy Faulk (Luisiana, 5 de junho de 1976) é um ex-jogador de futebol americano que atuava na posição de running back que passou toda a sua carreira de treze anos no New England Patriots da National Football League. Draftado em 1999, ele conquistou três Super Bowls.